# Toropsis subfuscus
Toropsis subfuscus är en insektsart som beskrevs av Evans 1935. Toropsis subfuscus ingår i släktet Toropsis och familjen dvärgstritar. Inga underarter finns listade i Catalogue of Life.